# Ciobanesc romanesc de bucovina
Ciobanesc romanesc de bucovina är en hundras från Rumänien och Serbien. Den är en boskapsvaktare, vaktande herdehund och vakthund av molossertyp som använts i Bukovina, den rumänska delen av Karpaterna och i den serbiska delen av Donaudeltat. Den är särskilt kopplad till det traditionella transhumansbruket. Sedan 2009 är rasen erkänd av Fédération Cynologique Internationale (FCI).